# کالیچینا
کالیچینا (به صربی: Kaličina) یک منطقهٔ مسکونی در صربستان است که در Knjaževac واقع شده‌است. کالیچینا ۲۵۶ نفر جمعیت دارد.